# Colin Heiderscheid
Colin Heiderscheid (Wiltz, 28 gennaio 1998) è un ciclista su strada e ciclocrossista lussemburghese che corre per il Team Colonia.

## Palmarès

### Strada
- 2015 (Juniores)

Campionati lussemburghesi, Prova in linea Junior
- 2016 (Juniores)

3ª tappa Tour des Portes du Pays d'Othe (Estissac > Estissac)
Festival de la Petite Reine LC Kayl
1ª tappa Internationale Niedersachsen-Rundfahrt der Junioren (Wallenhorst > Wallenhorst)
GP Marco Schwan - LC Tétange
- 2018 (Dauner D&DQ-Akkon)

Festival de la Petite Reine- Kayl
- 2021 (Leopard Pro Cycling, una vittoria)

3ª tappa Tour de Moselle (Bliesbruck > Thionville)
- 2022 (Leopard Pro Cycling, una vittoria)

Campionati lussemburghesi, Prova in linea Elite

#### Altri successi
- 2016 (Juniores)

Classifica a punti Internationale Niedersachsen-Rundfahrt der Junioren
- 2019 (Leopard Pro Cycling)

Rund um Dom und Rathaus
4ª tappa tappa Oderrundfahrt (Frankfurt an der Oder > Frankfurt an der Oder)
- 2022 (Leopard Pro Cycling, una vittoria)

GP Stadt Trier

## Piazzamenti

### Competizioni mondiali
- Campionati del mondo su strada

Doha 2016 - In linea Junior: 39º
Yorkshire 2019 - In linea Under-23: 95º
Wollongong 2022 - In linea Elite: ritirato
- Campionati del mondo di ciclocross

Tábor 2015 - Junior: 38º

### Competizioni europee
- Campionati europei su strada

Tartu 2015 - In linea Junior: ritirato
Alkmaar 2019 - In linea Under-23: 22º
Plouay 2020 - In linea Under-23: 8º
Monaco di Baviera 2022 - In linea Elite: 45º
- Campionati europei di ciclocross

Lorsch 2014 - Junior: 33º
- Giochi europei

Minsk 2019 - In linea: 41º